# Emoia irianensis
Espèce
Emoia irianensis est une espèce de sauriens de la famille des Scincidae.

## Répartition
Cette espèce est endémique de Nouvelle-Guinée occidentale en Indonésie.

## Étymologie
Son nom d'espèce, composé de irian et du suffixe latin -ensis, « qui vit dans, qui habite », lui a été donné en référence au lieu de sa découverte : Irian Jaya étant le nom indonésien de la Nouvelle-Guinée occidentale.

## Publication originale
- Brown, 1991  : Lizards of the genus Emoia (Scincidae) with observations on their evolution and biogeography.  Memoirs Of The California Academy Of Sciences, vol. 15, p. 1-94 (texte intégral).